# Saint-Vaast-en-Cambrésis
Saint-Vaast-en-Cambrésis – miejscowość i gmina we Francji, w regionie Hauts-de-France, w departamencie Nord.
Według danych na rok 1990 gminę zamieszkiwały 902 osoby, a gęstość zaludnienia wynosiła 204 osób/km² (wśród 1549 gmin regionu Nord-Pas-de-Calais Saint-Vaast-en-Cambrésis plasuje się na 594. miejscu pod względem liczby ludności, natomiast pod względem powierzchni na miejscu 731.).